# Kim Possible (album)
A Walt Disney Records 2003. július 22-én adta ki első lemezét a sorozatról, ez olyan dalokat tartalmaz amik a sorozatban is szerepeltek, és olyan dalok is amiket a sorozat hatására készültek. Kimnek Christy Carlson Romano adta hangját, Ron és Rufus rappel. Walt Disney Records 2005. március 22-én kibocsátotta a filmzene második felturbózott verzióját.

## Original verzió

### Számlista
| 1.    | CALL ME, BEEP ME! (The Kim Possible Song) | George Gabriel & Cory Lerios | Christina Milian                                         | 2:37 |
| 2.    | It's Just You                             | Adrian Gurvitz & Charlie Midnight | LMNT                                                     | 2:37 |
| 3.    | I'm Ready                                 | George Gabriel & Cory Lerios | Angela Michael                                           | 2:52 |
| 4.    | Get Up on Ya Feet                         | Martin Bushell, Nicky Alan Cook & Phil Dane                                                                                              | Aaron Carter                                             | 3:18 |
| 5.    | Celebration                               | Ronald Bell, George "Funky" Brown, Deodato, Robert "Spike" Mickens, Charles Smith, James "J.T." Taylor, Dennis "D.T." Thomas & Earl Toon | Jump5                                                    | 3:17 |
| 6.    | Say the Word                              | Danny Jacob & Janis Liebhart | Christy Carlson Romano                                   | 2:49 |
| 7.    | Summertime Guys                           | Nikki Cleary, Jeff Coplan & Robert Ellis Orrall                                                                                          | Nikki Cleary                                             | 3:06 |
| 8.    | This Year                                 | Leah Andreone, Marti Frederiksen & Billy Steinberg                                                                                       | A TEENS                                                  | 2:51 |
| 9.    | Work It Out                               | Karen Frost, Stefan Gordon & Muffin Spencer                                                                                              | Brassy                                                   | 2:49 |
| 10.   | Is for Everybody                          | Jill Cunniff & Sam Hollander | Cooler Kids                                              | 5:44 |
| 11.   | Come On, Come On                          | Greg Camp & Steve Harwell | Smash Mouth                                              | 2:32 |
| 12.   | The Naked Mole Rap                        | Adam Berry | Will Friedle (Ron Stoppable) és Nancy Cartwright (Rufus) | 3:28 |
| 13.   | CALL ME, BEEP ME! (Tony Phillips Remix)   | George Gabriel & Cory Lerios | Christina Milian                                         | 4:40 |
| 42:40 |                                           | |                                                          |      |

## Remix verzió

### Számlista
| 1.    | CALL ME, BEEP ME! (The Kim Possible Song) | George Gabriel & Cory Lerios | Christina Milian                                         | 2:37 |
| 2.    | It's Just You                             | Adrian Gurvitz & Charlie Midnight | LMNT                                                     | 2:36 |
| 3.    | I'm Ready                                 | George Gabriel & Cory Lerios | Angela Michael                                           | 2:51 |
| 4.    | Get Up on Ya Feet                         | Martin Bushell, Nicky Alan Cook & Phil Dane                                                                                              | Aaron Carter                                             | 3:18 |
| 5.    | Say the Word                              | Danny Jacob & Janis Liebhart | Christy Carlson Romano                                   | 2:49 |
| 6.    | Celebration                               | Ronald Bell, George "Funky" Brown, Deodato, Robert "Spike" Mickens, Charles Smith, James "J.T." Taylor, Dennis "D.T." Thomas & Earl Toon | Jump5                                                    | 3:17 |
| 7.    | Could it Be                               | George Gabriel & Cory Lerios | Christy Carlson Romano                                   | 2:50 |
| 8.    | Summertime Guys                           | Nikki Cleary, Jeff Coplan & Robert Ellis Orrall                                                                                          | Nikki Cleary                                             | 3:05 |
| 9.    | E! Is for Everybody                       | Jill Cunniff & Sam Hollander | Cooler Kids                                              | 5:44 |
| 10.   | The Naked Mole Rap                        | Adam Berry | Will Friedle (Ron Stoppable) és Nancy Cartwright (Rufus) | 3:27 |
| 11.   | Come On, Come On                          | Greg Camp & Steve Harwell | Smash Mouth                                              | 2:32 |
| 12.   | Rappin' Drakken                           | Adam Berry | John DiMaggio (Dr. Drakken)                              | 2:01 |
| 13.   | CALL ME, BEEP ME! (Tony Phillips Remix)   | George Gabriel & Cory Lerios | Christina Milian                                         | 4:41 |
| 14.   | CALL ME, BEEP ME! (Movie Mix)             | George Gabriel & Cory Lerios | Angela Michael                                           | 3:23 |
| 45:11 |                                           | |                                                          |      |

## Egyéb verziók
- CALL ME, BEEP ME! – BANAROO

## Toplistás helyezések
- 2003-ban The Billboard 200 toplista 125. helyén állt.

## Fordítás
- Ez a szócikk részben vagy egészben  a   Kim Possible (soundtrack) című angol Wikipédia-szócikk fordításán alapul.  Az eredeti cikk szerkesztőit annak laptörténete sorolja fel. Ez a jelzés csupán a megfogalmazás eredetét és a szerzői jogokat jelzi, nem szolgál a cikkben szereplő információk forrásmegjelöléseként.